# 470
Cette page concerne l'année 470  du calendrier julien. Pour l'année 470 av. J.-C., voir 470 av. J.-C. Pour le nombre 470, voir 470 (nombre). Pour le bateau, voir 470 (bateau).
L'année 470 est une année commune qui commence un jeudi.

## Événements
- L'empereur Anthémius fait appel aux Bretons pour obtenir une aide militaire contre les Wisigoths. Une force bretonne de 12 000 hommes, sous la conduite du chef celte Riothamus, débarque en Gaule, mais est défaite par le roi Euric. Euric étend le royaume wisigoth vers le nord, possiblement jusqu'au fleuve Somme.
- La basilique Santo Stefano Rotondo à Rome aurait été consacrée (date approximative par Jordanès dans Les Gaetica[1]).
- Odoacre devient le chef des tribus germaniques (Hérules et Skires foederati) en Italie du Nord (date approximative).
- Mamertus, évêque de Vienne, introduit les Rogations, une procession de trois jours de prières visant à invoquer la miséricorde de Dieu.

- Sidoine Apollinaire décrit à son ami Domicius l’entrée du prince barbare Sigismer à Lyon en 470, venu pour épouser une princesse burgonde[2].

## Naissances en 470
- Denys le Petit, moine qui aurait calculé l’Anno Domini (date probable).
- Miliau, Roi semi-légendaire de Cornouaille tué par son frère Rivod.
- Le Roi Arthur Pendragon, fils d'Uther Pendragon et d'Igraine
- Cyngen Glodrydd, roi de Powys.

## Décès en 470
- Maxime de Turin.